# 6 Pieces of Silver
6 Pieces of Silver – album studyjny amerykańskiego pianisty jazzowego Horace’a Silvera oraz współpracujących z nim w kwintecie muzyków, wydany z numerem katalogowym BLP 1539 w 1957 roku przez Blue Note Records.

## Powstanie
Materiał na płytę został zarejestrowany 10 listopada 1956 roku przez Rudy’ego Van Geldera w należącym do niego studiu (Van Gelder Studio) w Hackensack w stanie New Jersey. Produkcją albumu zajął się Alfred Lion.
W wydaniu na płycie kompaktowej (nr 7 243 5 25648 2 8 z roku 1999) znalazły się trzy dodatkowe utwory; Señor Blues (alternate 45 take) został nagrany 10 listopada 1956, więc wraz z kompozycjami oryginalnie zamieszczonymi na longplayu, natomiast Tippin’ i Señor Blues (vocal version) zostały zarejestrowane 15 czerwca 1958 roku, również w studio Van Geldera. Produkcją reedycji zajął się Michael Cuscuna.

## Lista utworów
Opracowano na podstawie materiału źródłowego.
Wydanie LP
Strona A
| Nr | Tytuł utworu  | Muzyka        | Długość |
| -- | ------------- | ------------- | ------- |
| 1. | „Cool Eyes”   | Horace Silver | 5:55    |
| 2. | „Shirl”       | Silver        | 4:16    |
| 3. | „Camouflage”  | Silver        | 4:25    |
| 4. | „Enchantment” | Silver        | 6:22    |
|    |               |               | 20:58   |

Strona B
| Nr | Tytuł utworu        | Muzyka                                       | Długość |
| -- | ------------------- | -------------------------------------------- | ------- |
| 1. | „Señor Blues”       | Silver                                       | 7:01    |
| 2. | „Virgo”             | Silver                                       | 5:48    |
| 3. | „For Heaven’s Sake” | Elise Bretton, Donald Meyer, Sherman Edwards | 5:09    |
|    |                     |                                              | 17:58   |

Utwory dodatkowe na CD
| Nr | Tytuł utworu                      | Muzyka | Długość |
| -- | --------------------------------- | ------ | ------- |
| 1. | „Señor Blues (alternate 45 take)” | Silver | 6:38    |
| 2. | „Tippin’”                         | Silver | 6:12    |
| 3. | „Señor Blues (vocal version)”     | Silver | 6:14    |
|    |                                   |        | 19:04   |

## Twórcy
Opracowano na podstawie materiału źródłowego.
Muzycy:
10 listopada 1956 (utwory na longplayu oraz jeden utwór dodatkowy na CD):
- Horace Silver – fortepian
- Donald Byrd – trąbka
- Hank Mobley – saksofon tenorowy
- Doug Watkins – kontrabas
- Louis Hayes – perkusja

15 czerwca 1958 (dwa utwory dodatkowe na CD):
- Horace Silver – fortepian
- Donald Byrd – trąbka
- Junior Cook – saksofon tenorowy
- Gene Taylor – kontrabas
- Louis Hayes – perkusja
- Bill Henderson – śpiew

Produkcja:
- Alfred Lion – produkcja muzyczna
- Rudy Van Gelder – inżynieria dźwięku
- Reid Miles – projekt okładki
- Francis Wolff – fotografia na okładce
- Leonard Feather – liner notes
- Michael Cuscuna – produkcja muzyczna (reedycja na CD)
- Bob Blumenthal – liner notes (reedycja na CD)